# U sredini mojih dana (1988.)
U sredini mojih dana, hrvatski dugometražni film iz 1988. godine.

## Vanjske poveznice
Mrežna mjesta
- U sredini mojih dana, u Bazi HR kinematografije